# Ram Mk II
O Ram Mk II foi um carro de combate cruzador médio, de origem canadense, desenvolvido a partir do chassi do blindado americano M3 Lee, e utilizado durante a Segunda Guerra Mundial.
Devido à "padronização" do M4 Sherman na linha de frente, o Ram nunca chegou a ser utilizado em combate, sendo apenas utilizado para fins de treinamento, embora que no final da guerra várias unidades produzidas foram convertidas em VBTPs, posto de observação móvel, e até mesmo como tanque lança-chamas, estes para uso em combate.
Foi substituído pelo carro de combate britânico Centurion em 1952, alugados pelo governo dos Estados Unidos. Algumas unidades também foram utilizadas em fortificações na Linha IJssel, nos Países Baixos, durante a década de 1950.

## Variantes
- Ram Mk I
- Ram Mk II
- Badger
- Ram Kangaroo
- Ram OP/Command (84)
- Ram GPO
- Sexton
- Wallaby
- Ram ARV Mk I
- Ram ARV Mk II
- Ram Gun Tower

## Referência
- «Tanque Ram - história» (em inglês). wwiivehicles.com. Consultado em 29 de junho de 2014